# Svolení poškozeného
Svolení poškozeného je podle § 30 trestního zákoníku okolnost vylučující protiprávnost činu, které kdyby nebylo, šlo by o trestný čin. Tím, že poškozený dává k činu svolení, stává se tento čin dobrovolným a jeho protiprávnost zaniká.
Ke svolení poškozeného může dojít jen v případech, kdy:
1. jde o zájmy jednotlivce, o nichž on sám může rozhodovat a jejich porušení se nedotýká zájmů společnosti.
2. je-li svolení vážné a dobrovolné, nevyvolané lstí.
3. je-li dáno osobou, která je schopna učinit závazný projev vůle v tomto směru.
4. je-li dáno před činem nebo nejpozději současně s činem; je-li svolení dáno až po spáchání činu, je pachatel beztrestný, mohl-li důvodně předpokládat, že poškozený by tento souhlas vzhledem k okolnostem případu a svým poměrům udělil.

Za svolení nelze nikdy považovat souhlas k ublížení na zdraví nebo usmrcení, protože o těchto sám poškozený z pohledu trestního práva rozhodovat nemůže.